# Mac DeMarco
McBriare Samuel Lanyon "Mac" DeMarco (nascido Vernor Winfield McBriare Smith IV, Duncan, 30 de abril de 1990) é um cantor, compositor, multi-instrumentista e produtor musical canadense. Ele é mais conhecido por sua carreira solo, ao longo da qual lançou quatro álbuns de estúdio. Seu estilo tem sido descrito como "blue wave", "slacker rock" ou, segundo o próprio, "jizz jazz".

## Vida e Carreira
Mac DeMarco nasceu em Duncan, Colúmbia Britânica, Canada, e cresceu em Edmonton, Alberta. No colegial fez parte de diversas bandas, incluindo The Meat Cleavers, The Sound of Love e Outdoor Miners. Seu bisavô é Vernon Smith, antigo Ministro das Ferrovias e Telefones de Alberta, de quem DeMarco levou o nome. Sua mãe, no futuro, mudaria seu nome para McBriare Samuel Lanyon DeMarco.
Após se formar no Ensino Médio em Edmonton em 2008, encontrou um amigo chamado Victor Zagury que foi influência para seu lado índie psicodélico e depois mudou-se para Vancouver. Foi lá que lançou seu álbum independente, Heat Wave, se dando o nome de Makeout Videotape. DeMarco trabalhou em projetos de vídeos psicodélicos nesse período. Juntou-se a Alex Calder e Jen Clement, fechou contrato com a Unfamiliar Records e juntou-se a banda de Vancouver Japandroids em um tour no ano de 2009. Em 2011, DeMarco mudou-se de Vancouver para Montreal para iniciar sua carreira solo. Não encontrando emprego como músico, participou de experimentos médicos por dinheiro e trabalhou com pavimentação de estradas. No início de 2012 lançou Rock and Roll Night Club. O álbum apresentou quatro faixas com esquetes e vocais desacelerados e impressionou sua nova gravadora independente, Captured Tracks, o suficiente para que eles concordassem em lançar um álbum completo. Seu novo álbum, intitulado "2", foi bem recebido pelos críticos, resultando no título de "Best New Music" pela Pitchfork Media.
Em 21 de Janeiro de 2014, DeMarco anunciou seu novo álbum Salad Days, com a estreia do primeiro single "Passing Out Pieces". O lançamento ocorreu em 1 de Abril de 2014, e novamente recebeu o título "Best New Music" da Pitchfork e também foi finalista do "2014 Polaris Music Prize".
A primeira aparição de DeMarco em um talk show (e segunda vez na TV, depois de The Eric Andre Show) quando performou a música "Let Her Go" em Conan em 30 de Março de 2015. Em 22 de Abril de 2015, DeMarco anunciou seu próximo trabalho, o mini álbum Another One, lançado em 7 de Agosto de 2015, juntamente com um vídeo retratando a criação do álbum. DeMarco descreve o mini álbum como sendo uma coleção de músicas de amor. Another One recebeu uma avaliação generosa da crítica, marcando 75/100 no Metacritic.
Em 8 de Julho de 2015, DeMarco lançou um álbum contendo nove faixas instrumentais intitulando-o  Some Other Ones , e descrevendo como "trilha sonora para churrasco". Mais tarde, na noite do mesmo dia, fez uma festa para seus fãs ouvirem Another One em Nova York, que poderiam comer hot dogs de graça se colaborassem com a arrecadação de alimentos para a caridade.

## Discografia
- Rock and Roll Night Club (2012)
- 2 (2012)
- Salad Days (2014)
- Another One (2015)
- This Old Dog (2017)
- Here Comes the Cowboy (2019)
- Five Easy Hot Dogs (2023)
- One Wayne G (2023)